# Henri Poincelot
Henri Poincelot, né le 15 juillet 1902 à Monthureux-sur-Saône et mort le 24 décembre 1980 à Vittel, est une personnalité politique française, conseiller de la République de 1946 à 1948 (sénateur sous la IVe République).

## Biographie
Après l’obtention d’un certificat d'études primaires, Henri Poincelot travaille d’abord dans la scierie familiale de Bleurville, puis devient cultivateur. Il s’inscrit au parti communiste à partir de 1934 et s’intéresse vivement à l’activité politique locale. Il est ainsi élu conseiller municipal de Monthureux-sur-Saône en 1936 et le sera jusqu’en 1947. Il est mobilisé pour la guerre dès 1939. Après l’armistice du 22 juin 1940, il rentre dans la Résistance où il se distingue par une importante activité. Il héberge nombre de réfractaires, de communistes évadés ainsi que des FFI et des FTPF. À la fin de la guerre, il devient membre du comité cantonal de Libération de Monthureux-sur-Saône puis secrétaire de la section du parti communiste de Monthureux-sur-Saône à partir de 1945 et enfin membre du bureau de la fédération des Vosges du PCF ainsi que de la confédération générale de l’agriculture dès sa fondation en 1946.

## Parcours politique
Après la Seconde Guerre mondiale, il se porte candidat aux élections du 8 décembre 1946 au Conseil de la République sur la liste présentée par l’Union républicaine et résistante et remporte le siège avec 203 voix sur 780 suffrages exprimés. Il adhère au groupe communiste le 28 janvier 1947, il est nommé membre titulaire de la commission du ravitaillement et de la reconstruction des dommages de guerre. À ce titre, il prend part à la discussion sur la dotation prévue par le gouvernement concernant le budget de reconstruction et d’urbanisme. Très attaché à défendre les administrés de sa région, Henri Poincelot intervient d’abord dans la discussion sur la proposition de résolution relative au secours des premières victimes des inondations des départements de l’Est puis prend part au débat au sujet du projet de loi prorogeant la législation en vigueur dans les départements d’Alsace-Lorraine.
Le 28 janvier 1948, il est à nouveau nommé membre de la commission du ravitaillement et de la reconstruction des dommages de guerre. Il défend ainsi de nombreux textes législatifs concernant notamment le rétablissement du trafic ferroviaire, et plus particulièrement de la ligne Nancy-Nomeny, ou de l’indemnisation des ouvriers envoyés de force en Allemagne. La même année, il participe à la discussion sur la proposition de loi portant sur la suppression de l’article 336 du code général des contributions directes ainsi qu’au débat relatif à la modification du taux des redevances perçues au titre de l’extraction du minerai de fer. Il intervient enfin dans la discussion sur l’aménagement des dotations budgétaire pour l’exercice de 1948.
Henri Poincelot ne se représente pas aux élections au Conseil de la République de novembre 1948.